# GDF15
GDF15 (англ. growth differentiation factor 15), или MIC-1 (англ. macrophage inhibitory cytokine 1), — белок из суперсемейства трансформирующего ростового фактора-бета. Продукт гена человека GDF15. 

## Функции
GDF15 играет роль в регуляции воспаления и апоптоза в тканях при повреждении и во время патологических процессов.

## Структура
Синтезированный белок молекулярной массой 62,2 кДа включает относительно длинный пропептид (165 аминокислот), который обладает высокой аффинностью к внеклеточному матриксу. Зрелый белок является димером из мономеров 25 кДа, связанных дисульфидной связью. Хотя он входит в суперсемейство TGF-бета, структурно GDF15 существенно отличается от типичных представителей надсемейства.

## Тканевая специфичность
Высокая экспрессия белка найдена в плаценте, низкий уровень — в предстательной железе, толстом кишечнике, а также в почках.

## В патологии
Уровень белка значительно повышается в печени во время повреждения таких органов, как печень, почки, сердце и лёгкие.
Концентрация GDF15 является прогностическим фактором сердечной недостаточности и острого коронарного синдрома. Уровень белка повышается при некоторых типах рака, включая рак толстого кишечника.